# Villogorgia compressa
Villogorgia compressa is een zachte koraalsoort uit de familie Plexauridae. De koraalsoort komt uit het geslacht Villogorgia. Villogorgia compressa werd in 1899 voor het eerst wetenschappelijk beschreven door Hiles. 